# Calodexia flavipes
Calodexia flavipes är en tvåvingeart som först beskrevs av Jacques-Marie-Frangile Bigot 1889.  Calodexia flavipes ingår i släktet Calodexia och familjen parasitflugor. Inga underarter finns listade.